# (9502) Gaimar
(9502) Gaimar es un asteroide que forma parte del cinturón de asteroides y fue descubierto por Cornelis Johannes van Houten, Ingrid van Houten-Groeneveld y Tom Gehrels el 29 de septiembre de 1973 desde el observatorio del Monte Palomar, Estados Unidos.

## Designación y nombre
Gaimar recibió al principio la designación de 2075 T-2. Se llama así por Gaimar, uno de los caballeros de la Mesa Redonda y amante de Morgana, hermana del Rey Arturo.

## Características orbitales
Gaimar orbita a una distancia media del Sol de 2,336 ua, pudiendo alejarse hasta 2,800 ua y acercarse hasta 1,873 ua. Su inclinación orbital es 4,761 grados y la excentricidad 0,198. Emplea 1304,35 días en completar una órbita alrededor del Sol.

## Características físicas
La magnitud absoluta de Gaimar es 15,20.